# Mr.Children DOME & STADIUM TOUR 2017 Thanksgiving 25
『Mr.Children DOME & STADIUM TOUR 2017 Thanksgiving 25』（ミスター・チルドレン・ドーム・アンド・スタジアム・ツアー にせんじゅうなな サンクスギヴィング にじゅうご）は、日本のバンド・Mr.Childrenの23作目の映像作品。2018年3月21日にトイズファクトリーよりBlu-ray DiscとDVDで発売された。

## リリース・音楽性
Blu-ray DiscとDVDの2形態で発売。Blu-rayは2枚組、DVDは4枚組。三方背ボックス仕様となっており、124ページのフォトブックが封入されている。また、初回購入特典としてポストカードが付属された。
Mr.Childrenのメジャー・デビュー25周年を記念して開催されたドーム・スタジアムツアー『Mr.Children DOME & STADIUM TOUR 2017 Thanksgiving 25』のうち、ツアー最終日となる2017年9月9日に行なわれた熊本・えがお健康スタジアム公演のライブの模様を収録している。監督は稲垣哲朗 (KITE) が務めた。特典として、配信限定ベスト・アルバム『Mr.Children 1992-2002 Thanksgiving 25』『Mr.Children 2003-2015 Thanksgiving 25』収録曲の中から36曲に加え、昨年シングルとしてリリースされた「ヒカリノアトリエ」「himawari」の合計38曲のミュージック・ビデオが収録された『Mr.Children MUSIC CLIPS 1992-2017 Thanksgiving 25』が付属。
Mr.Childrenの映像作品としては、『Mr.Children、ヒカリノアトリエで虹の絵を描く』以来約3か月ぶりとなるリリース。
発売に合わせ、本作に収録されている「シーソーゲーム 〜勇敢な恋の歌〜」「HANABI」「himawari」の映像がMr.Childrenの公式YouTubeチャンネルにアップロードされた。
2020年4月18日 - 19日の2日間に渡り、本作に収録されているライブ映像がMr.Childrenの公式YouTubeチャンネルで前編、後編に分けプレミア公開され、期間限定で現在も公開されている。また、2022年3月14日から6月30日までの期間限定でABEMA、dTV、U-NEXTでも配信された。

## アートワーク
本作のアートディレクターは森本千絵が担当。配信限定ベスト・アルバム『Mr.Children 1992-2002 Thanksgiving 25』『Mr.Children 2003-2015 Thanksgiving 25』と同一のビジュアルが使用されている。

## チャート成績
初週でDVD約6.8万枚、Blu-ray Disc約7.0万枚を売り上げ、2018年4月2日付のオリコン週間DVDランキングおよび週間Blu-rayランキングでそれぞれ初登場2位と1位を獲得。Mr.Childrenとしては『Mr.Children Stadium Tour 2015 未完』以来となる通算5作目の週間Blu-rayランキング1位となり、Blu-rayの自己最高売上を更新した。
2018年度オリコン年間DVDランキングでは9位、年間Blu-rayランキングでは8位にランクインした。

## 出演
- Mr.Children
  - 桜井和寿：Vocal & Guitar
  - 田原健一：Guitar
  - 中川敬輔：Bass
  - 鈴木英哉：Drums
- SUNNY：Keyboards & Chorus
- 山本拓夫：Saxophone & Flute
- 西村浩二：Trumpet
- icchie：Trombone & Trumpet
- 四家卯大：Cello
- 沖祥子：Violin
- 小春（チャラン・ポ・ランタン）：Accordion

## 収録内容

### Blu-ray Disc 1, DVD Disc 1〜2
Mr.Children DOME & STADIUM TOUR 2017 Thanksgiving 25
1. <Prologue>
2. OPENING
  - オープニング映像は、歴代のミュージック・ビデオやジャケット写真などを用いたものが「innocent world」「Tomorrow never knows」「Over」「Dive」「光の射す方へ」「ヒカリノアトリエ」のメロディに乗せ流された[18]。
3. CENTER OF UNIVERSE
4. シーソーゲーム 〜勇敢な恋の歌〜
  - イントロでMCが行なわれる。
5. 名もなき詩
6. <MC>
7. GIFT
  - キーを半音下げて演奏された。
8. Sign
  - 曲前にMCが行なわれていたが、映像ではカットされている。
9. <MC>
  - バンドメンバー4人とSUNNY、山本拓夫、icchie、小春がセンターステージへ移動。合わせてメンバー紹介が行なわれた。
10. ヒカリノアトリエ
  - キーを半音下げて演奏された。
  - センターステージでの演奏。
11. <MC>
  - サポートメンバーのみメインステージへ移動。合わせてサポートメンバー紹介が行なわれた。
12. 君がいた夏
  - バンドメンバーのみセンターステージでの演奏。
13. innocent world
  - キーを半音下げて演奏された。
  - イントロでバンドメンバーがメインステージへ移動。
14. Tomorrow never knows
15. <MC>
  - 桜井和寿がメインステージへ移動。
  - 内容が一部カットされている。
16. Simple
  - キーを全音下げて演奏された。桜井による弾き語り。
  - センターステージでの演奏。
17. <VTR>
18. 思春期の夏 〜君との恋が今も牧場に〜
  - ライブでは『Mr.Children STADIUM TOUR -Hounen Mansaku- 夏祭り1995 空[ku:]』以来約22年ぶりの演奏。映像化されるのは本作が初となった。
19. 365日
  - キーを半音下げて演奏された。
20. HANABI
  - DVDではここまでがDisc 1となっている。
21. <MC>
22. 1999年、夏、沖縄
  - 曲中にMCが行なわれた。
23. 足音 〜Be Strong
24. ランニングハイ
25. ニシエヒガシエ
26. ポケット カスタネット
27. himawari
  - 曲前にMCが行なわれた。
28. 掌
  - 大サビのアレンジが変更されている。
29. Printing
30. Dance Dance Dance
31. fanfare
  - キーを半音下げて演奏された。大サビの一部が省略されている。
32. エソラ
33. ENCORE
34. overture
35. 蘇生
36. <MC>
37. 終わりなき旅
38. ENDROLL
  - BGMは「himawari」と「忙しい僕ら」。

### Blu-ray Disc 2, DVD Disc 3〜4
Mr.Children MUSIC CLIPS 1992-2017 Thanksgiving 25
1. 君がいた夏
2. 抱きしめたい
3. Replay
4. CROSS ROAD
5. innocent world
6. Tomorrow never knows
7. 【es】 〜Theme of es〜
8. シーソーゲーム ～勇敢な恋の歌～
9. 花 -Mémento-Mori-
10. Everything (It's you)
11. ニシエヒガシエ
12. 終わりなき旅
13. 光の射す方へ
14. I'LL BE
15. 口笛
16. NOT FOUND
17. 優しい歌
18. youthful days
19. 君が好き
  - DVDではここまでがDisc 3となっている。
20. Any
21. HERO
22. 掌
23. くるみ
24. Sign
25. 未来
26. and I love you
27. 箒星
28. しるし
29. フェイク
30. 旅立ちの唄
31. GIFT
32. HANABI
33. 花の匂い
34. エソラ
35. 祈り 〜涙の軌道
36. 足音 〜Be Strong
37. ヒカリノアトリエ
38. himawari